# Kyllinga rhizomafragilis
Kyllinga rhizomafragilis är en halvgräsart som beskrevs av Kaare Arnstein Lye. Kyllinga rhizomafragilis ingår i släktet Kyllinga och familjen halvgräs.
Artens utbredningsområde är Zambia. Inga underarter finns listade i Catalogue of Life.